# Page 3
Page 3 è un film indiano del 2005 diretto da Madhur Bhandarkar.

## Premi
- National Film Awards
  - 2005: "Best Film", "Best Editing", "Best Screenplay"
- Filmfare Awards
  - 2006: "Best Screenplay"
- Bengal Film Journalists' Award 
  - 2006: "Best Supporting Actress (Hindi)" (Sandhya Mridul)